# Howards End (boek)
Howards End is een roman geschreven door E.M. Forster en voor het eerst gepubliceerd in 1910.
Het verhaal draait om drie families in het Engeland van het begin van de twintigste eeuw: de welvarende Wilcoxes, de progressieve hogere middenklasse zussen Schlegel en het arme stel, de Basts. De roman behandelt sociale conventies, gedragscodes en veranderingen in de sociale en economische structuur van Engeland.
In 1998 rangschikte de Modern Library het als op de 38e plaats van de beste Engelstalige roman van de twintigste eeuw. Het boek kreeg positieve kritieken bij de publicatie. Een recensie uit The Manchester Guardian, die in het jaar van de publicatie van de roman verscheen, prees het als "een roman van hoge kwaliteit geschreven met wat lijkt op een vrouwelijke briljantie van waarneming".

## Externe Links
- Howards End